# (21270) Otokar
(21270) Otokar es un asteroide que forma parte del cinturón de asteroides y fue descubierto por Miloš Tichý y Jana Tichá el 19 de julio de 1996 desde el Observatorio Kleť, cerca de České Budějovice, República Checa.

## Designación y nombre
Recibió inicialmente la designación de 1996 OK.
Otokar Březina, nacido como Václav Jebavý (1868-1929), fue un poeta lírico checo y uno de los líderes del movimiento simbolista. Un tono ensimismado en su primer libro, Tajemné dálky ( Distancias misteriosas ), dio paso a una mirada esperanzadora y un interés por la naturaleza en su último volumen de versos, Ruce ( Manos ).

## Características orbitales
Otokar orbita a una distancia media de 2,197 ua del Sol, pudiendo acercarse hasta 1,704 ua y alejarse hasta 2,691 ua. Tiene una inclinación orbital de 7,397 grados y una excentricidad de 0,225. Emplea 1189,74 días en completar una órbita alrededor del Sol.

## Características físicas
La magnitud absoluta de Otokar es 15,81. 